# شمشون المضياف
شمشون المضياف، أو شمشون مضيف الغرباء (باليونانية: Σαμψὼν φιλόξενο) هو طبيب وكاهن عاش في القسطنطينية وتوفي فيها. كرّس وقته لخدمة فقراء المدينة.

## حياته
ولد شمشون في روما لعائلة مرموقة. كان طبيبا كرس الكثير من وقته لمساعدة الفقراء. صير منزله عيادة، يوفر فيها للمرضى الطعام والسكن بالإضافة إلى الرعاية الطبية بالمجان. رسمه البطريرك ميناس كاهنا. لما مرض الإمبراطور جستنيان أرسل إلى شمشون ليعالجه. ولما شفي، أراد الإمبراطور أن يكافئه. طلب شمشون تمويله لبناء مستشفى جديد للفقراء. بمساعدة الإمبراطور، أسس شمشون المستشفى الذي أصبح أكبر عيادة مجانية في الإمبراطورية، والذي سيخدم أهل القسطنطينية لمدة 600 عام.

## تبجيله
توفي القديس شمشون في 27 يونيو 530، ودفن في كنيسة الشهيد موكيوس في القسطنطينية. في يوم عيده، هزم بطرس الكبير قيصر روسيا، تشارلز الثاني عشر ملك السويد في معركة بولتافا. أدى ذلك إلى بداية تبجيله في روسيا عبر بناء كاتدرائية القديس شمشون في سانت بطرسبرغ.